# Бакур II
Бакур II (*ბაკურ , д/н — 547) — цар Кавказької Іберії у 514—528 і 534—547 роках. Стосовно нумерації цього Бакура є дискусія: одні дослідники рахують його серед Бакурів династії Хосровідів, що відповідає номуре «II», інші — за загальною нумерацією іберійських царів, що відповідає — «IV».

## Життєпис
Походив з династії Хосровідів. Син царя Дачі Ймовірно замолоду, близько 514 року був оголошений батьком співцарем. Припускають, що причиною цьому стала боротьба Дачі з Гургеном. Останній завдяки візантійцям 515 року отримав царську владу.
523 року внаслідок вторгнення перських військ шахіншаха Кавада I Іберію було сплюндровано, цар Гурген втік до Візантії, а батько Бакура понижений до марзпана (намісника). Проте Дачі зберігав свій царський титул у відносинах з Візантією. Втім 523 або 528 року Бакур втратив царський титул, що ймовірно було наслідком Іберійської війни між Візантією та Персією.
534 року після смерті батька зійшов на трон, отримавши призначення марзпаном від Персії та визнання царського титулу від Візантії. Намагався маневрувати від цими державами, намагаючись відродити потугу своєї держави.
У 540 році зафіксовано першого марзпана Сасанідського Іберії —Пірана Гушнаспа. Ймовірно той контролював   діяльність  іберійського царя. У 541 року Бакур II ймовірно приєднався до візантійців під час нової війни з Персією (так званої Лазької). За різними відомостями помер підчас бойових дій або загинув. Трон перейшло до його старшого сина Фарсман V.